# Edward Caswall

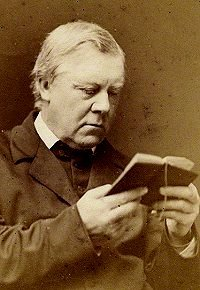
Edward Caswall

Edward Caswall (* 15. Juli 1814 in Yateley, Hampshire; † 2. Januar 1878 in Edgbaston, Birmingham) war ein englischer Geistlicher und Schriftsteller. Er ist im englischen Sprachraum vor allem als Verfasser von Kirchenliedern bekannt.

## Leben
Edward Caswall war ein Sohn des anglikanischen Geistlichen Robert Clarke Caswall. Seine Mutter war eine Nichte des Philosophen und Bischofs Thomas Burgess. Edwards älterer Bruder Henry Caswall wurde ebenfalls Geistlicher und ein Pionier der US-Episkopalkirche. Sein Studium am Brasenose College in Oxford schloss Edward Caswall 1836 mit Auszeichnung ab. 1838 empfing er die anglikanische Diakonen-, 1839 die Priesterweihe. 1840 wurde er Kurat in Stratford-sub-Castle bei Salisbury. Das Amt legte er 1847 nieder und ging nach Irland, wo er unter dem Einfluss John Henry Newmans zur römisch-katholischen Kirche konvertierte. 1849 starb seine Frau an Cholera. Im folgenden Jahr trat er in Newmans Oratorium in Edgbaston (Birmingham Oratory) ein und empfing 1852 die katholische Priesterweihe. Der größte Teil seines schriftstellerischen Werks, vor allem seine Übersetzungen lateinischer Hymnen der katholischen Liturgie, entstand in Edgbaston, wo er am 2. Januar 1878 starb. John Henry Newman leitete seine Begräbnisfeier am 7. Januar 1878.

## Werke
- The Art of Pluck. Being a Treatise after the Fashion of Aristotle, Satire, 1835 (Pseudonym Scriblerus Redivivus)
- Sketches of Young Ladies
- Morals from the Church Yard, 1838
- Sermons on the Seen and the Unseen, 1846
- The Child’s Manual
- Lyra Catholica, 1849
- Hours at the Altar 1855
- Verba Verbi; or, The Words of Jesus, 1855
- The Masque of Mary, and Other Poems, 1858
- Confraternity Manual of the Most Precious Blood, 1861
- Love for the Holy Church, 1862
- A May Pageant and Other Poems, 1865
- The Catholic’s Latin Instructor in the Principal Church Offices and Devotions